# 충청북도의 대학 목록
다음은 대한민국 충청북도에 위치한 대학의 목록이다.

## 대학
| 이름                    | 설립 유형 | 위치           | 규모                     | 비고            |
| ----------------------- | --------- | -------------- | ------------------------ | --------------- |
| 공군사관학교            | 국립      | 청주시         | 1캠퍼스, 1대학, -대학원  | 사관학교        |
| 국립한국교통대학교      | 국립      | 충주시, 증평군 | 3캠퍼스, 5대학, 4대학원  |                 |
| 청주교육대학교          | 국립      | 청주시         | 1캠퍼스, 1대학, 1대학원  | 교육대학        |
| 충북대학교              | 국립      | 청주시         | 3캠퍼스, 15대학, 9대학원 |                 |
| 한국교원대학교          | 국립      | 청주시         | 1캠퍼스, 4대학, 3대학원  |                 |
| 한국방송통신대학교      | 국립      | 청주시         | 14캠퍼스, 4대학, 2대학원 | 방송통신대학    |
| 가톨릭꽃동네대학교      | 사립      | 청주시         | 1캠퍼스, 1대학, 1대학원  |                 |
| 건국대학교 GLOCAL캠퍼스 | 사립      | 충주시         | 1캠퍼스, 6대학, 4대학원  | 건국대학교 분교 |
| 극동대학교              | 사립      | 음성군         | 1캠퍼스, 5대학, 5대학원  |                 |
| 서원대학교              | 사립      | 청주시         | 1캠퍼스, 5대학, 2대학원  |                 |
| 세명대학교              | 사립      | 제천시         | 1캠퍼스, 5대학, 3대학원  |                 |
| 우석대학교              | 사립      | 진천군         | 2캠퍼스, 9대학, 4대학원  |                 |
| 유원대학교              | 사립      | 영동군         | 2캠퍼스, 1대학, 1대학원  |                 |
| 중원대학교              | 사립      | 괴산군         | 1캠퍼스, 4대학, 3대학원  |                 |
| 청주대학교              | 사립      | 청주시         | 2캠퍼스, 7대학, 5대학원  |                 |
| 순복음총회신학교        | 사립      | 제천시         | 1캠퍼스, 1대학, -대학원  | 각종학교        |

## 전문대학
| 이름               | 설립 유형 | 위치           | 비고     |
| ------------------ | --------- | -------------- | -------- |
| 충북도립대학       | 공립      | 옥천군. 청주시 |          |
| 강동대학교         | 사립      | 음성군         |          |
| 대원대학교         | 사립      | 제천시         |          |
| 충북보건과학대학교 | 사립      | 청주시         |          |
| 충청대학교         | 사립      | 청주시         |          |
| 한국폴리텍IV대학   | 사립      | 청주시         | 기능대학 |

## 같이 보기
- 대한민국의 대학 목록
- 대전광역시의 대학 목록
- 세종특별자치시의 대학 목록
- 경기도의 대학 목록
- 강원도의 대학 목록
- 충청남도의 대학 목록
- 경상북도의 대학 목록
- 경상남도의 대학 목록
- 전북특별자치도의 대학 목록
- 전라남도의 대학 목록